# Flammenwerfer 35

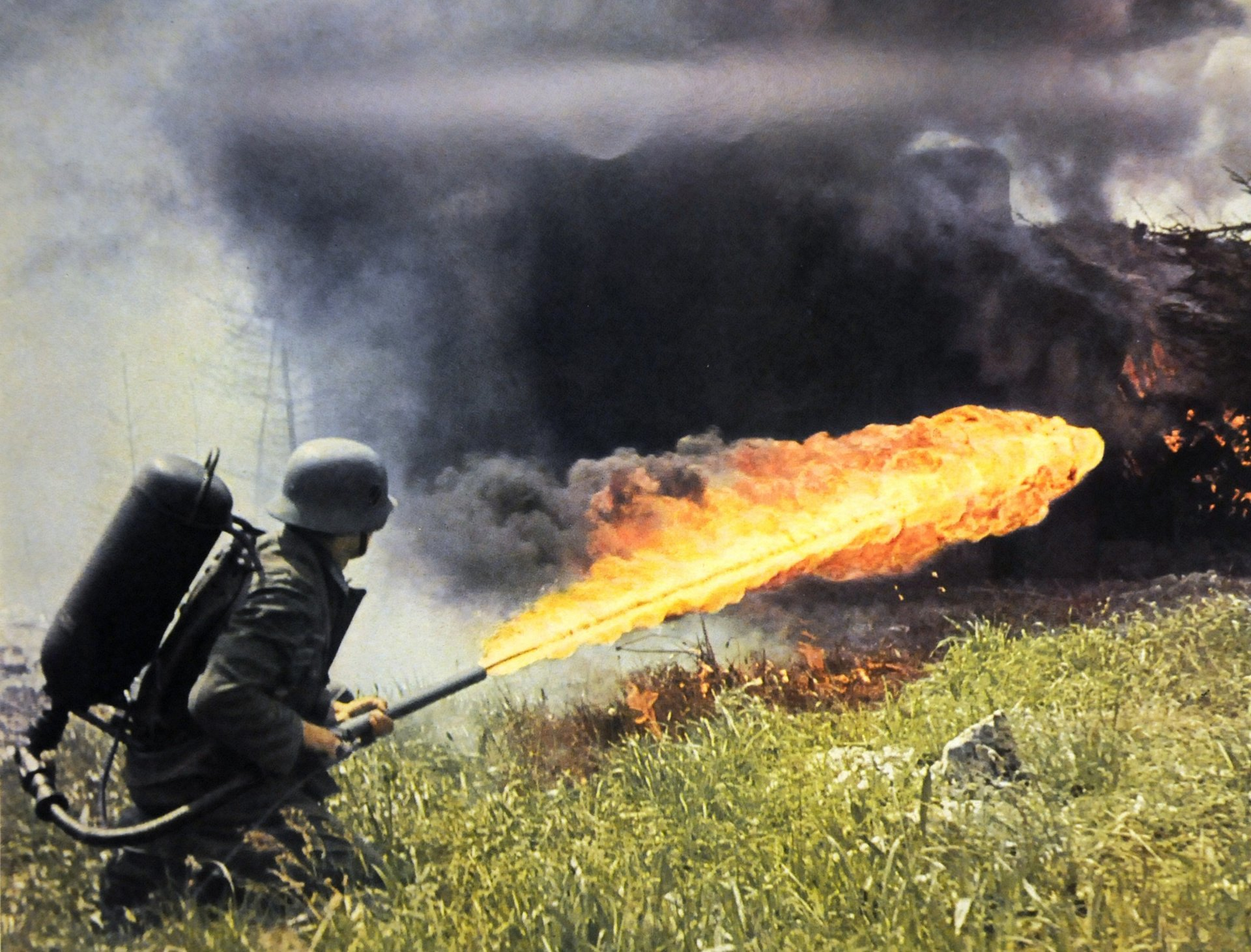
Um soldado alemão, em 1941, utilizando seu lança-chamas.

O Flammenwerfer 35 ou FmW 35 (lança-chamas 35 em tradução literal) foi uma arma lança-chamas utilizada pela Wehrmacht durante a Segunda Guerra Mundial. Sua principal função era repelir inimigos em trincheiras e incendiar prédios. Extremamente mortífera, podia projetar uma chama de 25m de distância. 
Pesava 35,5 kg e carregava até 11,8 litros de óleo inflamável (chamado de Flammöl 19), uma mistura de gasolina com alcatrão que o fazia uma chama mais forte e de grande alcance que podia ser utilizada em 10s continuamente. A Flammenwerfer 35 foi produzida para fins militares até 1941, quando uma versão mais leve e redesenhada nomeada Flammenwerfer 41 (FmW 41) passou a substitui-la.

## Uso
Este lança-chamas, como todos os lança-chamas empregados pela Wehrmacht, era usado exclusivamente por sturmpionieres (pioneiros de assalto); pioneiros especializados que deveriam ajudar a infantaria num ataque, superando obstáculos naturais e artificiais para a infantaria, limpando fortificações inimigas com lança-chamas e depois destruindo-as com cargas de demolição. Os sturmpionieres que usaram exclusivamente estes lança-chamas desempenharam um papel importante na superação das fortificações francesas que bloqueavam o avanço alemão durante a Batalha de França. Mais especificamente na Batalha de Sedan (1940).